# 広瀬町 (名古屋市)
広瀬町（ひろせちょう）は、愛知県名古屋市昭和区の地名。

## 地理
名古屋市昭和区北西部に位置する。

## 歴史

### 町名の由来
古老によればかつて広瀬なる者が居住したことに由来するというが、不明。

### 沿革
- 1933年（昭和8年）9月20日 - 中区御器所町・千種町・広路町の各一部により、同区広瀬町として成立する[3]。
- 1937年（昭和12年）9月20日 - 昭和区編入に伴い、同区広瀬町となる[3]。
- 1941年（昭和16年）3月15日 - 一部が北山本町に編入される[4]。

### 人口の変遷
国勢調査による人口の推移
| 1995年（平成7年）  | 715人 | [ WEB 1 ] |  |
| 2000年（平成12年） | 694人 | [ WEB 2 ] |  |
| 2005年（平成17年） | 689人 | [ WEB 3 ] |  |
| 2010年（平成22年） | 807人 | [ WEB 4 ] |  |
| 2015年（平成27年） | 708人 | [ WEB 5 ] |  |

### WEB
1. ↑  総務省統計局 (2014年3月28日). “平成7年国勢調査の調査結果(e-Stat) - 男女別人口及び世帯数 －町丁・字等” (CSV). 2019年4月27日閲覧。
2. ↑  総務省統計局 (2014年5月30日). “平成12年国勢調査の調査結果(e-Stat) - 男女別人口及び世帯数 －町丁・字等” (CSV). 2019年4月27日閲覧。
3. ↑  総務省統計局 (2014年6月27日). “平成17年国勢調査の調査結果(e-Stat) - 男女別人口及び世帯数 －町丁・字等” (CSV). 2019年4月27日閲覧。
4. ↑  総務省統計局 (2012年1月20日). “平成22年国勢調査の調査結果(e-Stat) - 男女別人口及び世帯数 －町丁・字等” (CSV). 2019年4月27日閲覧。
5. ↑  総務省統計局 (2017年1月27日). “平成27年国勢調査の調査結果(e-Stat) - 男女別人口及び世帯数 －町丁・字等” (CSV). 2019年4月27日閲覧。

### 書籍
1. ↑  「角川日本地名大辞典」編纂委員会 1989, p. 1460.
2. ↑  名古屋市計画局 1992, p. 364.
3. 1 2  名古屋市計画局 1992, p. 797.
4. ↑  名古屋市計画局 1992, p. 798.